# St. Konrad (Karlsruhe)

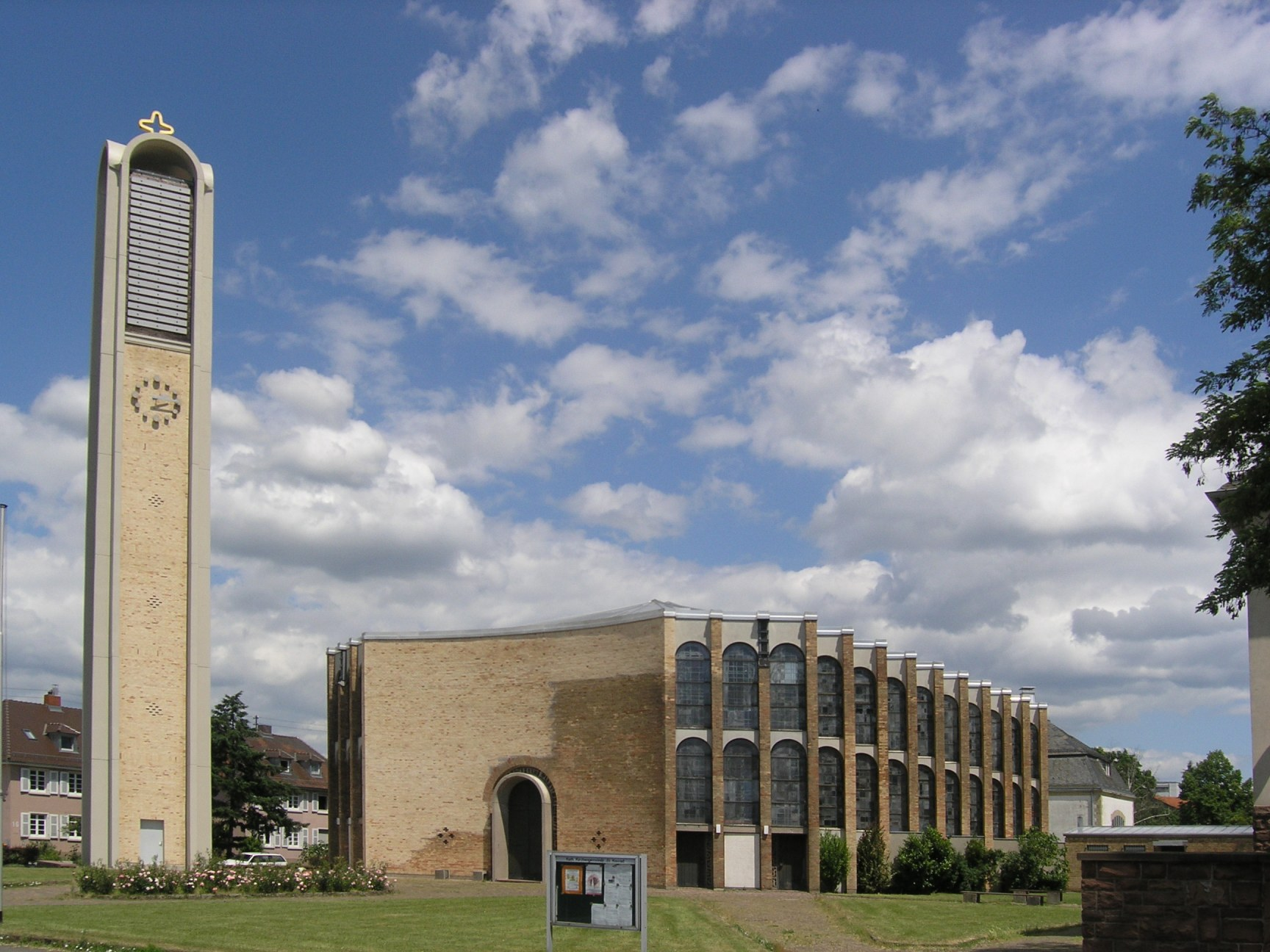
Kirche St. Konrad in Karlsruhe

St. Konrad ist eine römisch-katholische Kirche in der Nordweststadt von Karlsruhe. 

## Geschichte
Für die Anfang der 1920er Jahre entstehende Nordweststadt wurde 1923 eine Pfarrei vorgesehen und eine Notkirche in der Telegrafenkaserne eingerichtet. Als die Räume 1936 von den damaligen Machthabern gekündigt wurden, musste die Gemeinde in eine Schreinerei in einem Hinterhaus ausweichen. Erst 1956, nach beträchtlicher Zunahme der Zahl an Katholiken, konnte mit einem Kirchenbau begonnen werden, den der Karlsruher Architekt Werner Groh entworfen hatte. Am 15. Dezember 1957 wurde die feierliche Kirchweihe vollzogen. Die Ausstattung der Kirche wurde in den Folgejahren fertiggestellt. 1958 wurden die 48 Buntglasfenster von Franz Dewald eingesetzt, 1968 wurden die Kreuzwegstationen als Bronzereliefs von Frido Lehr geschaffen.
2003 musste der Turm wegen unzureichender Standfestigkeit und Schwingungsproblemen saniert werden. Nach einer Außensanierung wurde 2017 auch der Innenraum renoviert und neuen gottesdienstlichen Bedürfnissen angepasst.

## Beschreibung
Das geostete, hauptsächlich mit Ziegelmauerwerk ausgeführte rechteckige Kirchengebäude schließt im Osten mit einem halbrunden Altarbereich ab und zeigt im Westen eine leicht konkave fensterlose Ziegelfassade, in der lediglich ein rundbogiges Eingangsportal sowie einige kleine kreuzförmige mit Buntglas verschlossene Öffnungen eingelassen sind. Die Längswände des Kirchensaals bestehen aus schräggestellten Teilwänden, zwischen denen große Fensterflächen mit zwei übereinander liegenden Reihen rundbogiger Fenster eingesetzt sind.
Die Kirche verfügt über einen 30 Meter hohen freistehenden Kirchturm (sog. Campanile). Zwischen den Betonbändern der Ecken sind die Wandflächen mit Ziegelsteinen ausgemauert. Im obersten Teil befindet sich die Glockenstube, die ein fünfstimmiges Glockengeläut aus Bronze enthält, das 1957 von der Glockengießerei Bachert in Karlsruhe gegossen wurde.
| Glocke | Name          | Durchmesser | Masse   | Schlagton |
| ------ | ------------- | ----------- | ------- | --------- |
| 1      | Christophorus | 1330 mm     | 1218 kg | es′+2     |
| 2      | Konrad        | 1150 mm     | 881 kg  | ges′+4    |
| 3      | Maria         | 905 mm      | 475 kg  | b′+2      |
| 4      | Michael       | 770 mm      | 310 kg  | des″+4    |
| 5      | Arme Seelen   | 690 mm      | 216 kg  | es″+3     |

## Gemeinde
Zur Gemeinde gehören neben der Kirche St. Konrad auch die Filialkirche St. Matthias sowie zwei Kindergärten. Seit 2002 bildete die Gemeinde zusammen mit der Pfarrei Hl. Kreuz eine Seelsorgeeinheit. Nach einer Dekanatsreform der Erzdiözese Freiburg zum 1. Januar 2008 kamen weitere Kirchen zur neu gegründeten Seelsorgeeinheit Karlsruhe Allerheiligen des Dekanats Karlsruhe hinzu.

## Nachweise
1. ↑  Glockeninspektion Erzbistum Freiburg: Kath. Pfarrkirche St. Konrad in Karlsruhe
2. ↑  createsoundscape.de/glocken-finder: Kath. Pfarrkirche St. Konrad in Karlsruhe- Nordweststadt

Koordinaten: 49° 1′ 24,5″ N, 8° 22′ 0,4″ O